# بلو یاردیم
بلو یاردیم (به پرتغالی: Belo Jardim) یک منطقهٔ مسکونی در برزیل است که در پرنامبوکو واقع شده‌است. بلو یاردیم ۶۴۷٫۷ کیلومتر مربع مساحت و ۷۶٬۶۸۷ نفر جمعیت دارد و ۶۰۸ متر بالاتر از سطح دریا واقع شده‌است.